# Велика Каменица
Велика Каменица је насеље у Србији у општини Кладово у Борском округу. Према попису из 2022. у насељу је било 661 становника (према попису из 2011. било је 542 становника, према попису из 2002. било је 757 становника).
Овде се налази Црква Свете Петке у Великој Каменици.

## Демографија
Према последњем попису из 2022. године у насељу је живело 661 становника што је за 119 више у односу на 2011. када је на попису било 542 становника. У насељу живи 617 пунолетних становника, а просечна старост становништва износи 52,06 година (50,22 код мушкараца и 54,06 код жена).
Према подацима пописа из 2022. у насељу има 260 домаћинства, а просечан број чланова по домаћинству је 2,54. а према истом попису у насељу има 621 стамбених јединица од којих је 382 насељених.
Ово насеље је углавном насељено Србима (према попису из 2002. године).
|  |

| Демографија | Демографија | Демографија |
| Година      | Становника  | Становника  |
| ----------- | ----------- | ----------- |
| 1948.       | 1.549       |             |
| 1953.       | 1.800       |             |
| 1961.       | 1.764       |             |
| 1971.       | 1.730       |             |
| 1981.       | 1.689       |             |
| 1991.       | 1.393       | 900         |
| 2002.       | 757         | 1.515       |
| 2011.       | 542         |             |
| 2022.       | 661         |             |

| Етнички састав према попису из 2002.‍ | Етнички састав према попису из 2002.‍ | Етнички састав према попису из 2002.‍ | Етнички састав према попису из 2002.‍ | Етнички састав према попису из 2002.‍ |
| ------------------------------------ | ------------------------------------ | ------------------------------------ | ------------------------------------ | ------------------------------------ |
|                                      |                                      |                                      |                                      |                                      |
| Срби                                 | Срби                                 |                                      | 580                                  | 76,61%                               |
| Власи                                | Власи                                |                                      | 76                                   | 10,03%                               |
| Румуни                               | Румуни                               |                                      | 19                                   | 2,50%                                |
| Роми                                 | Роми                                 |                                      | 8                                    | 1,05%                                |
| Хрвати                               | Хрвати                               |                                      | 1                                    | 0,13%                                |
| непознато                            | непознато                            |                                      | 8                                    | 1,05%                                |

| Година пописа     | 1948. | 1953. | 1961. | 1971. | 1981. | 1991. | 2002. |
| ----------------- | ----- | ----- | ----- | ----- | ----- | ----- | ----- |
| Број домаћинстава | 328   | 375   | 401   | 423   | 394   | 328   | 295   |

| Број чланова      | 1  | 2   | 3  | 4  | 5  | 6 | 7 | 8 | 9 | 10 и више | Просек |
| ----------------- | -- | --- | -- | -- | -- | - | - | - | - | --------- | ------ |
| Број домаћинстава | 87 | 105 | 29 | 27 | 29 | 9 | 8 | 0 | 0 | 1         | 2,57   |

| Пол    | Укупно | Неожењен/Неудата | Ожењен/Удата | Удовац/Удовица | Разведен/Разведена | Непознато |
| ------ | ------ | ---------------- | ------------ | -------------- | ------------------ | --------- |
| Мушки  | 326    | 60               | 221          | 30             | 15                 | 0         |
| Женски | 343    | 24               | 224          | 84             | 11                 | 0         |
| УКУПНО | 669    | 84               | 445          | 114            | 26                 | 0         |

| Пол    | Укупно                    | Пољопривреда, лов и шумарство | Рибарство                            | Вађење руде и камена | Прерађивачка индустрија       |
| ------ | ------------------------- | ----------------------------- | ------------------------------------ | -------------------- | ----------------------------- |
| Мушки  | 158                       | 124                           | 0                                    | 0                    | 2                             |
| Женски | 96                        | 86                            | 0                                    | 0                    | 0                             |
| УКУПНО | 254                       | 210                           | 0                                    | 0                    | 2                             |
| Пол    | Производња и снабдевање   | Грађевинарство                | Трговина                             | Хотели и ресторани   | Саобраћај, складиштење и везе |
| Мушки  | 1                         | 11                            | 9                                    | 0                    | 0                             |
| Женски | 0                         | 0                             | 4                                    | 0                    | 0                             |
| УКУПНО | 1                         | 11                            | 13                                   | 0                    | 0                             |
| Пол    | Финансијско посредовање   | Некретнине                    | Државна управа и одбрана             | Образовање           | Здравствени и социјални рад   |
| Мушки  | 0                         | 0                             | 1                                    | 1                    | 0                             |
| Женски | 0                         | 0                             | 0                                    | 2                    | 2                             |
| УКУПНО | 0                         | 0                             | 1                                    | 3                    | 2                             |
| Пол    | Остале услужне активности | Приватна домаћинства          | Екстериторијалне организације и тела | Непознато            | Непознато                     |
| Мушки  | 0                         | 0                             | 0                                    | 9                    | 9                             |
| Женски | 0                         | 0                             | 0                                    | 2                    | 2                             |
| УКУПНО | 0                         | 0                             | 0                                    | 11                   | 11                            |